# Dème de Pyléa-Chortiátis
Le dème de Pyléa-Chortiátis (grec moderne : Δήμος Πυλαίας-Χορτιάτη) est un dème situé dans la périphérie de Macédoine-Centrale en Grèce. Le dème actuel est issu de la fusion en 2011 entre les dèmes de Chortiátis, de Panórama et de Pyléa.